# Judaísmo ortodoxo

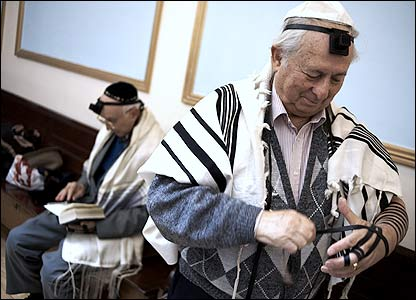
Judío ortodoxo provisto de kipá, talit gadol y tefilín, preparándose para un servicio en una sinagoga.

 El judaísmo ortodoxo es una de las grandes ramas de la religión judía en la actualidad, junto con el judaísmo conservador o masortí y el judaísmo reformista. Se distingue de ellas por su adhesión rigurosa a la halajá. Carece de una autoridad doctrinal central permitiendo cierta variación en la práctica.
El judaísmo ortodoxo, por lo tanto, aboga por una estricta observancia de la ley judía, o halakha', que debe ser interpretada y determinada exclusivamente de acuerdo con los métodos tradicionales y en adhesión a la continuidad de los precedentes recibidos a través de los tiempos. Considera que todo el sistema halájico se basa en última instancia en una revelación inmutable, y está más allá de la influencia externa. Las prácticas clave son la observancia del Sabbath, el consumo de kosher y el estudio de la Torá. Las doctrinas clave incluyen un futuro Mesías que restaurará la práctica judía mediante la construcción del templo en Jerusalén y la reunión de todos los judíos en Israel, la creencia en una futura resurrección corporal de los muertos, la recompensa y el castigo divinos para los justos y los pecadores.
El judaísmo ortodoxo no es una denominación centralizada. Las relaciones entre sus diferentes subgrupos son a veces tensas, y los límites exactos de la ortodoxia están sujetos a un intenso debate. A grandes rasgos, puede dividirse entre el judaísmo ultraortodoxo o haredi, más conservador y recluido, y el judaísmo ortodoxo moderno, relativamente abierto a la sociedad exterior. Cada uno de ellos está formado por comunidades independientes. En conjunto, son casi uniformemente excluyentes, considerando la ortodoxia no como una variedad del judaísmo, sino como el judaísmo mismo.
Aunque se adhiere a las creencias tradicionales, el movimiento es un fenómeno moderno. Surgió como resultado de la emancipación judía desde el siglo XVIII, y se conformó en gran medida por una lucha consciente contra las presiones de la secularización y las alternativas rivales. Los ortodoxos estrictamente observantes y con conciencia teológica son una clara minoría entre todos los judíos, pero también hay algunos semipracticantes y no practicantes que se afilian o identifican con la ortodoxia. Es el mayor grupo religioso judío, se calcula que tiene más de 2 millones de adeptos practicantes, y al menos un número igual de miembros nominales.

## Divisiones doctrinales

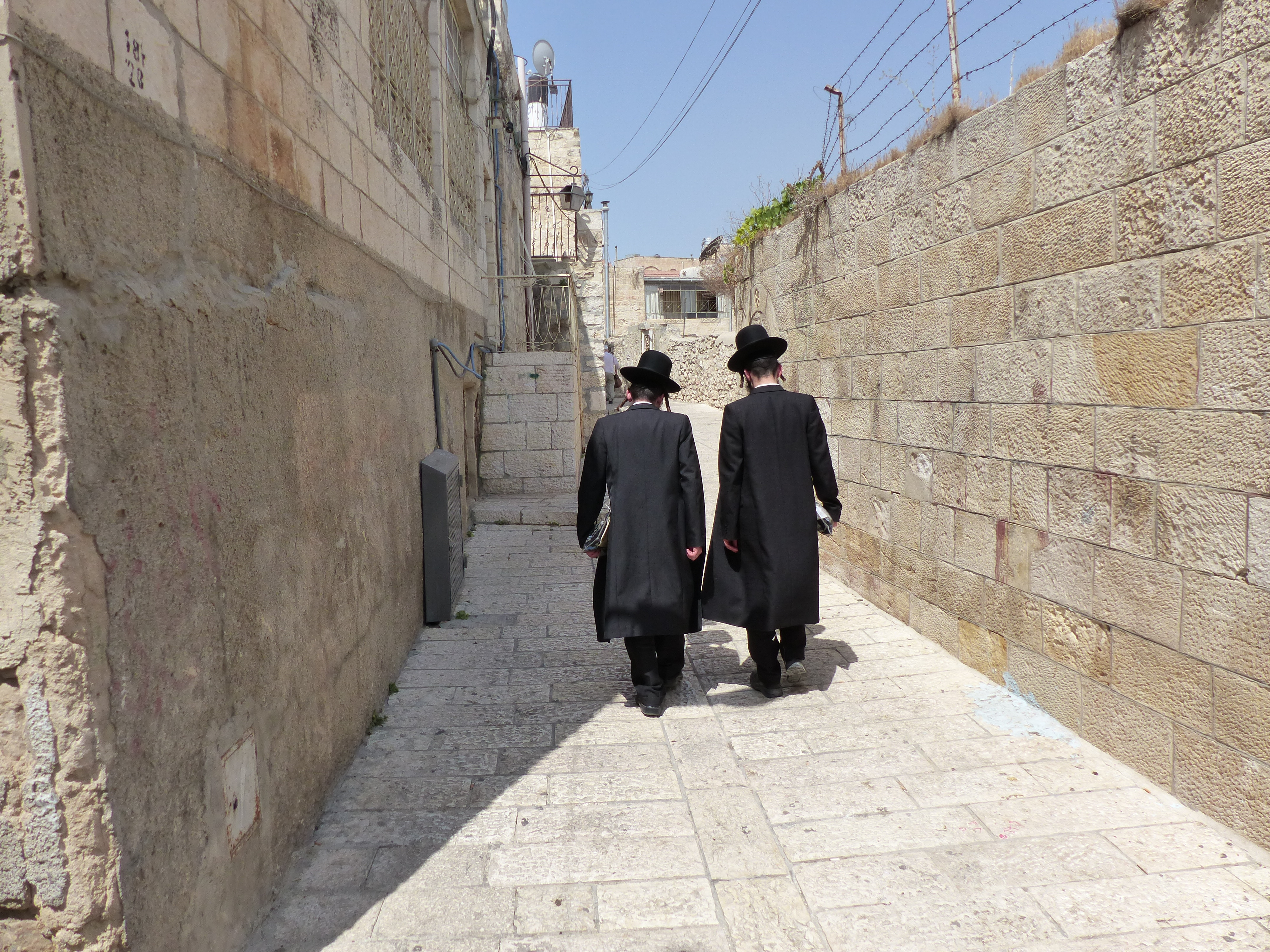
Jaredíes (judíos ultraortodoxos) en Jerusalén. La ultraortodoxia es la rama más extrema del judaísmo ortodoxo.

De acuerdo a su actitud hacia la cultura contemporánea, el judaísmo ortodoxo se divide informalmente en judaísmo ortodoxo moderno, que busca adecuar hasta algún punto sus prácticas y estudios a la situación social contemporánea, aunque es firme con respecto a la halajá; el sionismo religioso, que liga el judaísmo ortodoxo con el sionismo; y el judaísmo haredí, que rechaza toda innovación que sus líderes consideren contraria al espíritu de la Torá.
Las divisiones doctrinales en este sentido no se fijaron hasta alrededor del siglo XVIII, cuando, bajo el influjo de la Ilustración, ciertos sectores de la comunidad judía rechazaron la segregación impuesta por las prácticas religiosas convencionales y buscaron integrarse —pese al entonces dominante antisemitismo— en las comunidades nacionales, replanteando en términos muchas veces racionalistas las tradiciones y creencias religiosas. El rechazo a este movimiento definió la ortodoxia. Judaísmo ortodoxo es un nombre creado en el siglo XIX para referirse al judaísmo tradicional en oposición a las nuevas corrientes que, bajo el discurso de la modernidad, ensayaron modos de separar al judaísmo de su histórica implicación práctica (conocida bajo el nombre de halajá).

## Teología
El judaísmo ortodoxo basa sus creencias en los trece principios de fe de Moisés Maimónides.

### Actitudes ortodoxas
En el judaísmo nunca se formuló un credo definitivo y concluyente; la propia cuestión de si contiene algún equivalente de dogma es objeto de controversia académica. Algunos investigadores intentaron argumentar que la importancia de la práctica diaria y la adhesión puntillosa a la halakha (ley judía) relegaban las cuestiones teóricas a un estatus accesorio. Otros descartaron por completo este punto de vista, citando los debates de las antiguas fuentes rabínicas que castigaban diversas herejías con poca referencia a la observancia. Sin embargo, aunque carece de una doctrina uniforme, el judaísmo ortodoxo está básicamente unido en la afirmación de varias creencias fundamentales, cuya negación se considera una blasfemia mayor. Como en otros aspectos, las posiciones ortodoxas reflejan la corriente principal del judaísmo rabínico tradicional a lo largo de los tiempos.
Los intentos de codificar estas creencias fueron llevados a cabo por varias autoridades medievales, como Saadia Gaon y Joseph Albo. Cada uno compuso su propio credo. Sin embargo, los 13 principios expuestos por Maimónides en su Comentario sobre la Mishna, escrito en la década de 1160, acabaron siendo los más aceptados. Varios puntos -por ejemplo, Albo enumeraba sólo tres fundamentos, y no consideraba al Mesías como un principio clave-, la formulación exacta, y el estatus de los incrédulos (ya sean meros errantes, o herejes que ya no pueden ser considerados parte del Pueblo Israel) fueron impugnados por muchos de los contemporáneos de Maimónides y sabios posteriores. Muchos de sus detractores lo hicieron desde una posición maximalista, argumentando que todo el corpus de la Torá y los dichos de los antiguos sabios eran de rango canónico, no sólo ciertas creencias seleccionadas. Pero en los últimos siglos, los 13 Principios se convirtieron en norma, y son considerados vinculantes y cardinales por las autoridades ortodoxas de manera prácticamente universal.
Durante la Edad Media, dos sistemas de pensamiento competían por la primacía teológica, sus defensores los promovían como fundamentos explicativos de la observancia de la Ley. Uno era la escuela racionalista-filosófica, que se esforzaba por presentar todos los mandamientos como si sirvieran para fines morales y éticos superiores, mientras que el otro era la tradición mística, ejemplificada en la Cábala, que asignaba a cada rito una función en las dimensiones ocultas de la realidad. La obediencia pura y dura, sin demasiada reflexión y derivada de la fidelidad a la comunidad y a la ascendencia, se consideraba apta sólo para el pueblo llano, mientras que las clases cultas elegían cualquiera de las dos escuelas. En la época moderna, el prestigio de ambas sufrió duros golpes, y la "fe ingenua" se hizo popular. En una época en la que la contemplación excesiva en materia de creencias se asociaba con la secularización, luminarias como Yisrael Meir Kagan subrayaron la importancia del compromiso sencillo y poco sofisticado con los preceptos transmitidos por los Sabios Beatos. Esta sigue siendo la norma en el mundo ultraortodoxo.

### Dios
El judaísmo ortodoxo se adhiere al monoteísmo, la creencia en un solo Dios. Los principios básicos de la ortodoxia, extraídos de fuentes antiguas como el Talmud, así como de sabios posteriores, incluyen de forma destacada y principal los atributos de Dios en el judaísmo: uno e indivisible, anterior a toda la creación que sólo él trajo a la existencia, eterno, omnisciente, omnipotente, absolutamente incorpóreo y más allá de la razón humana. Esta base se evoca en muchos textos fundacionales y se repite a menudo en las oraciones diarias, como en el credo del judaísmo Shema Yisrael: "Escucha, Israel, el Señor es nuestro Dios, el Señor es Uno".
Maimónides delineó esta comprensión de un monoteísta, Dios personal en los seis primeros artículos de sus trece. Los seis se refieren a la condición de Dios como único creador, su unicidad, su impalpabilidad, que es el primero y el último, que sólo Dios, y ningún otro ser, puede ser adorado, y que es omnisciente. La supremacía del Dios de Israel se aplica incluso a los no judíos, a quienes, según la mayoría de las opiniones rabínicas, se les prohíbe el culto a otras deidades, aunque se les permite "asociar" a seres divinos inferiores en su fe en Dios (esta noción se utilizaba principalmente para permitir el contacto con los cristianos, demostrando que no eran idólatras con los que se prohíbe cualquier trato comercial y similar).
La máxima imperceptibilidad de Dios, considerado como más allá de la razón humana y sólo alcanzable a través de lo que él decidió revelar, se puso de relieve, entre otros, en la prohibición antigua de hacer cualquier imagen de él. Maimónides y prácticamente todos los sabios de su época y desde entonces también subrayaron que el creador es incorpóreo, que carece de "cualquier apariencia de cuerpo"; aunque se daba casi por sentado desde la Edad Media, Maimónides y sus contemporáneos señalaron que las concepciones antropomórficas de Dios eran bastante comunes en su época.
La tensión medieval entre la trascendencia y equanimidad de Dios, por un lado, y su contacto e interés por su creación, por otro, encontró su resolución más popular en la Cábala esotérica. Los cabalistas afirmaban que, aunque Dios mismo está más allá del universo, se despliega progresivamente en el reino creado a través de una serie de emanaciones inferiores, o sefirot, cada una de ellas una refracción de la divinidad perfecta. Aunque tuvo una gran acogida, este sistema también resultó polémico y algunas autoridades lo tacharon de amenaza a la unidad de Dios. En los tiempos modernos se mantiene, al menos tácitamente, en muchos círculos ortodoxos tradicionalistas, mientras que la ortodoxia moderna lo ignora en su mayoría sin confrontar la noción directamente.

### Revelación
La doctrina que define al judaísmo ortodoxo es la creencia de que la Torá ("Enseñanza" o "Ley"), tanto la escritura del Pentateuco como la tradición oral que la explica, fue revelada por Dios a Moisés en el Monte Sinaí, y que fue transmitida fielmente desde el Sinaí en una cadena ininterrumpida desde entonces. Uno de los textos fundamentales de la literatura rabínica es la lista que abre la Ética de los Padres, que enumera a los sabios que recibieron y transmitieron la Torá, desde Moisés a través de Josué, los Elders, y los Profetas, y luego hasta Hillel el Viejo y Shammai. Esta creencia fundamental se denomina en las fuentes clásicas "La Ley/Enseñanza es del Cielo" (Torah min HaShamayim).
La filosofía básica de la Ortodoxia es que el cuerpo de la revelación es total y completo; su interpretación y aplicación en nuevas circunstancias, exigidas a los eruditos en cada generación, se concibe como un acto de inferencia y elaboración basado en métodos ya prescritos, no de innovación o adición. Una cláusula del Talmud de Jerusalén afirma que todo lo que debe enseñar un discípulo veterano ya fue dado en el Sinaí; y un relato del Talmud de Babilonia afirma que al ver la inmensamente intrincada deducción del futuro Rabí Akiva en una visión, el propio Moisés se sintió perdido, hasta que Akiva proclamó que todo lo que enseña le fue entregado a Moisés. Se cree que la Torá Escrita y la Torá Oral están entrelazadas y se apoyan mutuamente, ya que esta última es una fuente para muchos de los mandamientos divinos, y el texto del Pentateuco se considera incomprensible en sí mismo. La voluntad de Dios sólo puede conjeturarse apelando a la Torá Oral que revela el significado alegórico, anagógico o tropológico del texto, y no mediante una lectura literalista.
Las lagunas en la tradición recibida o los desacuerdos entre los primeros sabios se atribuyen a perturbaciones, especialmente a las persecuciones que provocaron que "la Torá fuera olvidada en Israel" -según la tradición rabínica, éstas acabaron obligando a los legistas a redactar la Ley Oral en la Mishna y el Talmud. Sin embargo, la integridad del mensaje divino original y la fiabilidad de quienes lo han transmitido a lo largo de los siglos son axiomáticas. Uno de los principales ejercicios intelectuales de los eruditos de la Torá es localizar las discrepancias entre los pasajes del Talmud u otros y luego demostrar mediante complejos pasos lógicos (presumiblemente demostrando que cada pasaje se refería a una situación ligeramente diferente, etc.) que en realidad no hay ninguna contradicción. Al igual que otras religiones no liberales tradicionales, el judaísmo ortodoxo considera la revelación como algo propositivo, explícito, verbal e inequívoco, que puede servir como fuente firme de autoridad para un conjunto de mandamientos religiosos. La corriente ortodoxa rechaza las interpretaciones modernistas de la revelación como una experiencia subjetiva y condicionada por el ser humano, aunque algunos pensadores del final del ala liberal intentaron promover estos puntos de vista, sin encontrar prácticamente ninguna aceptación por parte del establishment.
Una importante ramificación de Torah min HaShamayim en los tiempos modernos es la actitud reservada, y a menudo totalmente rechazante, de la ortodoxia hacia el método histórico-crítico, en particular la crítica superior de la Biblia. El rechazo de los rabinos a emplear significativamente tales herramientas para determinar las decisiones halájicas, y la insistencia en los métodos tradicionales y en la necesidad de consenso y continuidad con las autoridades del pasado, es una línea de demarcación que separa los círculos rabínicos ortodoxos de tendencia más liberal de los no ortodoxos más derechistas.
Aunque el acontecimiento sinaítico se percibe como el acto supremo y vinculante de la revelación, no es el único. La tradición rabínica reconoce la materia transmitida por los Profetas, así como anuncios de Dios posteriores. La sabiduría secreta o Cábala, supuestamente revelada a personajes ilustres en el pasado y transmitida a través de círculos elitistas, es ampliamente estimada (aunque no universalmente). Aunque no pocos rabinos prominentes deploraron la Cábala y la consideraron una falsificación tardía, la mayoría la aceptó generalmente como legítima. Sin embargo, su estatus a la hora de determinar las decisiones normativas halájicas, que son vinculantes para toda la comunidad, y no sólo para los espiritualistas que adoptan voluntariamente las restricciones cabalísticas, siempre fue muy controvertido. Los principales decisores aplicaron abiertamente los criterios de la Cábala en sus decisiones, mientras que otros lo hicieron sólo de forma inadvertida, y muchos negaron su papel en la halajá normativa. Un fenómeno místico estrechamente relacionado es la creencia en Magidim, supuestas apariciones o visiones oníricas, que pueden informar a quienes las experimentan con cierto conocimiento divino.

### Escatología
La creencia en un futuro Mesías es fundamental para el judaísmo ortodoxo. Según esta doctrina, un rey surgirá del linaje del rey David y traerá consigo signos como la restauración del Templo, la paz y la aceptación universal del Dios de Israel. El Mesías se embarcará en una búsqueda para reunir a todos los judíos en Tierra Santa, proclamará la profecía y restaurará la monarquía davídica.
El judaísmo clásico sí incorporó una tradición de creencia en la resurrección de los muertos. : p. 1  Existe una base bíblica para esta doctrina, citada por la Mishnah:{rp|p. 24}} "Todos los israelitas tienen una participación en el Mundo Venidero, como está escrito: Y tu pueblo, todos ellos justos, poseerán la tierra para siempre; son el brote que planté, mi obra en la que me glorío (Isa 60:21)". La Mishnah también tacha de hereje a cualquier judío que rechace la doctrina de la resurrección o su origen en la Torá.: p. 25  Aquellos que niegan la doctrina se considera que no recibirán ninguna participación en el Mundo Venidero.: p. 26  Los fariseos creían tanto en la resurrección corporal como en la inmortalidad del alma. También creían que los actos en este mundo afectarían el estado de vida en el otro mundo. : p. 61  La Mishnah Sahendrin 10 aclara que sólo los que siguen la teología correcta tendrán un lugar en el Mundo Venidero.: p. 66 
Hay otras referencias pasajeras a la vida después de la muerte en los tratados mishnaicos. Una particularmente importante en los Berajot informa de que la creencia judía en la vida después de la muerte se estableció mucho antes de la compilación de la Mishná.: p. 70  La tradición bíblica menciona categóricamente el Sheol sesenta y cinco veces. Se describe como un inframundo que contiene la reunión de los muertos con sus familias.: p. 19  El Números 16:30 afirma que Coré fue al Seol con vida, para describir su muerte en la retribución divina.: p. 20  Los difuntos que residen en el Seol tienen una existencia "nebulosa" y no hay recompensa ni castigo en el Seol, que se representa como un lugar oscuro y tenebroso. Pero se hace una distinción para los reyes, de quienes se dice que son saludados por otros reyes al entrar en el Seol.: p.21  La poesía bíblica sugiere que la resurrección del Seol es posible.: p. 22  Las narraciones proféticas de la resurrección en la Biblia han sido etiquetadas como una influencia cultural externa por algunos estudiosos.: p. 23 
El discurso talmúdico amplió los detalles del Mundo Venidero. Esto era para motivar el cumplimiento judío de sus códigos religiosos.: p. 79  En resumen, los justos serán recompensados con un lugar en Gan Eden, los malvados serán castigados en Gehinnom, y la resurrección tendrá lugar en la era mesiánica. La secuencia de estos acontecimientos no está clara.: p. 81  Los rabinos han apoyado el concepto de resurrección con abundantes citas bíblicas, y lo han mostrado como una señal de la omnipotencia de Dios.

## Práctica
El judaísmo ortodoxo se guía principalmente por la halajá o ley judía especificada en el Talmud y codificada en el Shulján Aruj. Estos a su vez se basan en la Torá, la ley del Pentateuco. De todas las corrientes del judaísmo, el judaísmo ortodoxo es la que más sigue las leyes de la tradición oral, ya que esta fue entregada por Dios, en el monte Sinaí y de ella salen todas las leyes judías.
La mujer en el judaísmo ortodoxo cumple un rol muy importante, ya que según esta corriente, el hombre necesita a la mujer (y no al revés), la mujer se conecta constantemente con Dios mientras que el hombre tiene que rezar con 10 personas para llegar al mismo nivel.

## Pueblo judío
Se considera que, de los 13 millones de judíos actuales, el 10 % son sefardíes, el 30 % son mizrajíes y el 53 %, asquenazíes. Sin embargo, en la práctica existen diferentes formas de judaísmo, como el judaísmo ortodoxo, el judaísmo conservador, el judaísmo progresista, el judaísmo reconstruccionista y el judaísmo reformista.[cita requerida]